# Museu de Assistência Médica da Estónia

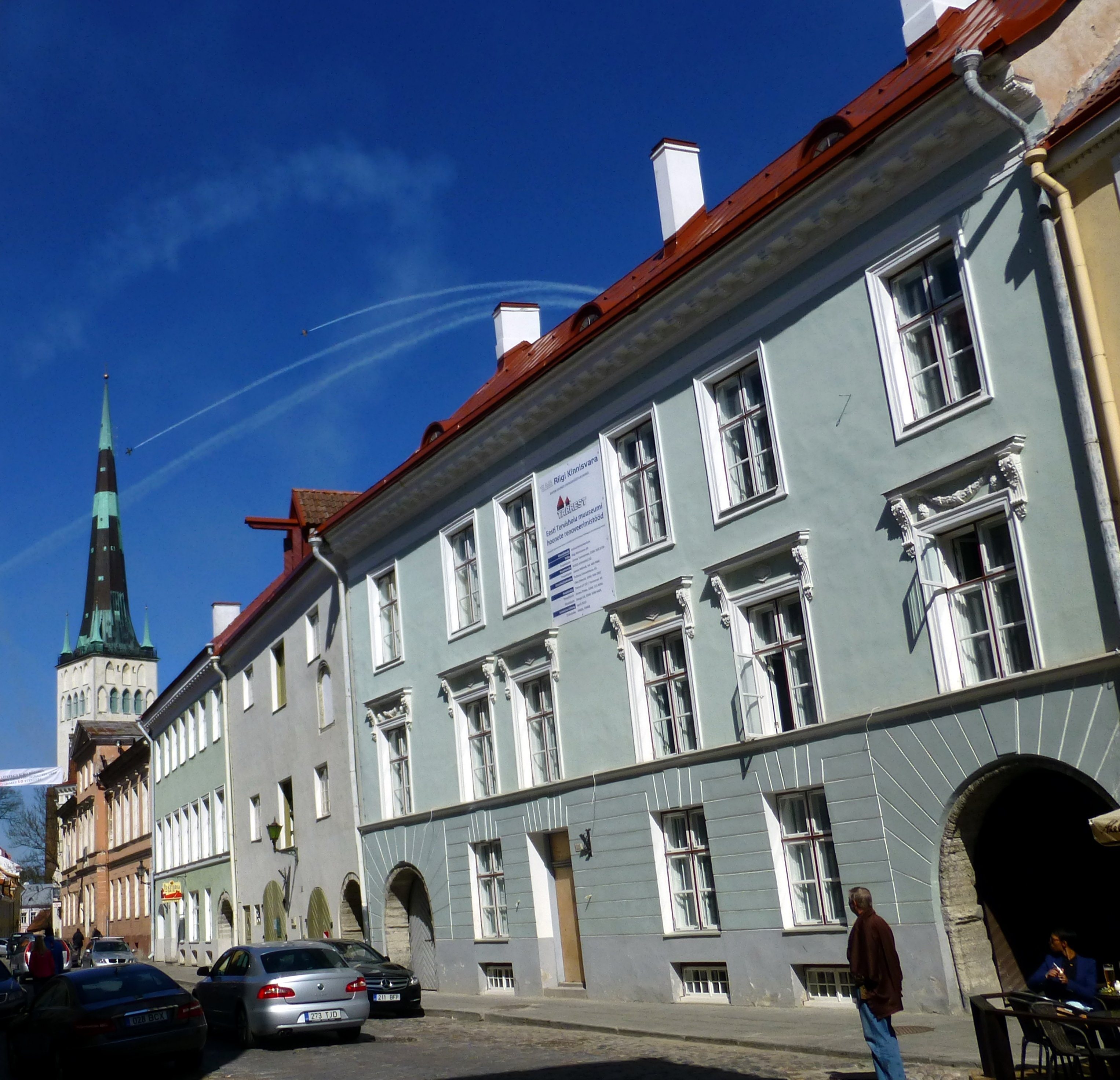
Edifício do museu (maio de 2012)

O Museu de Assistência Médica da Estónia (em estoniano:  Eesti Tervisemuuseum) é um museu de assistência médica em Tallinn, na Estónia. O museu reúne, exibe e analisa itens relacionados com a saúde na Estónia.
O museu foi fundado em 1921. Antes de 1945, o museu estava localizado em Tartu. Em 1932, a filial foi aberta em Tallinn. Em 1945, o museu foi reorganizado numa casa educacional (em estoniano:  sanitaarharidusmaja) mas em 1950 a casa sanitária foi fechada.
O museu viria a ser reaberto em 1980 em Tallinn.